# MGM Macau
22°11′9″N 113°32′50″Ø / 22.18583°N 113.54722°Ø
MGM Macau (tidligere MGM Grand Macau) et casinohotel i Macao. Det blev åbnet 18. december 2007.
MGM Macau ejes og drives igennem et partnerskab mellem MGM Mirage og Pansy Ho Chiu-king som er Stanley Hos datter.Hotellet har 600 rum og er på 35 etager.
Kasinodelen er på 20.600 kvm, med 385 spilleborde og 890 Spilleautomater. Anlægget har også et teater med plads til 1500 en natklub på 500 kvm, 1250 kvm mødelokaler,en gymnastiksal på 2300 kvm med bad, og ni restauranter, hvoraf en er på taget med en udsigt over byen og havnen.
Kort efter at Wynn Macau publicerede sin planerer om at udvide hotellet kom MGM Macau med en medellse om at deres kasino skulle blive end det oprindeligt var planlagt. Kasinodelen vil blive væsentligt større og antallet af spillemaskiner ville blive fordoblet og der ville komme 100 flere spilleborde.
Kasinoet har også en portugisisk have under taget.
Kasino er tilknyttet med et andet hotel ejet af Mandarin Oriental som stod færdigt i 2009. Det er det andet hotel ejet af Mandarin Oriental i Macao.